# Dziennik
Dziennik (poln. = Tageszeitung, offizieller Titel: Dziennik Polska-Europa-Świat) war eine überregionale polnische Tageszeitung. Die Erstausgabe erschien am 18. April 2006, der Titel bestand bis Mitte 2009 und verschmolz dann mit einer anderen Zeitung zur Dziennik Gazeta Prawna. Dziennik war eine Gründung der polnischen Tochtergesellschaft der Axel Springer AG, Axel Springer Polska. Der deutsche Verlag ist seit dem Jahr 2018 nicht mehr an der Nachfolgezeitung beteiligt.

## Organisation und Programm
Die Zeitung hatte ihren Redaktionssitz in Warschau und beschrieb sich als „moderne Qualitätszeitung“, die sich an eine „junge und gebildete Leserschaft, die sich gleichermaßen für polnische, europäische und internationale Themen interessiert“, richtete. Die Tageszeitung erschien außer sonntags an jedem Wochentag zum Preis von 1,50 Złoty, im Mai 2006 in einer Auflage von rund 259.000 Exemplaren.
Als Chefredakteur wurde Robert Krasowski eingesetzt, der bis zu diesem Zeitpunkt als einer der leitenden Redakteure bei der ebenfalls zur Springer-Familie gehörenden Boulevardzeitung Fakt arbeitete. Grzegorz Jankowski, Chefredakteur von Fakt, wurde zusätzlich Herausgeber der neuen Zeitung. Auch weitere Dziennik-Redakteure wurden aus der Fakt-Redaktion rekrutiert. Dziennik sollte das liberal-konservative, gebildetere Publikum ansprechen und somit das Portfolio des in Polen expandierenden Springer-Verlags abrunden. Damit trat die Zeitung in Konkurrenz zur Gazeta Wyborcza und der Rzeczpospolita. Dziennik orientierte sich weniger an deutschen, sondern an britischen Vorbildern – wie Independent und Guardian.
Das handlichere Tabloidformat der Zeitung wurde vom Nachrichtenteil dominiert. Die Frankfurter Allgemeine Zeitung bezeichnete Dziennik als „eine urbane Autofahrer- und Aktienbesitzerzeitung“ der konservativen Zufriedenen.
Auf ihre potenzielle Leserschaft bereitete sich die Redaktion sorgfältig vor, indem bereits Monate vor Erstausgabe rund 200 Mitarbeiter Nullnummern produzierten, die Testlesern zur Auswertung vorlegt wurden. Die Einführung von Dziennik wurde von einer landesweiten Image-Kampagne begleitet, die vier Tage vor der ersten Ausgabe startete; dazu gehörten Werbung in klassischen Printmedien, im Hörfunk, Fernsehen sowie in Außenbereichen. Unmittelbare Wettbewerbsfolgen waren eine Gehaltserhöhung für Mitarbeiter bei Gazeta Wyborcza (GW) und eine Halbierung des Verkaufspreises der GW (Reduktion von 2,80 auf 1,50 Złoty.) Auch kam es bei GW zu einer Erweiterung des Sport- und TV-Teils.

## Kampagnen und Umfragen
Am 5. Januar 2007 veröffentlichte Dziennik eine von ihr in Auftrag gegebene Umfrage zum bereits designierten Warschauer Erzbischof Stanislaw Wielgus wegen dessen Kontakten zum Geheimdienst. Demnach meinten 67 Prozent der Befragten, Wielgus sollte von seinem Amt zurücktreten. Der 67-jährige ehemalige Bischof von Plock soll jahrelang als Informant für den kommunistischen Geheimdienst Amtsbrüder bespitzelt haben. Nur 20 % hätten ihn als Erzbischof akzeptiert. Wielgus bot zwei Tage später seinen Rücktritt vor der feierlichen Amtseinführung an, den die päpstliche Nuntiatur „als angemessene Lösung“ in Vertretung Papst Benedikts XVI. annahm.
In der Zwischenzeit geriet auch Kardinal Józef Glemp, der Primas der katholischen Kirche Polens, verstärkt in die Kritik der Zeitung, die sich offenbar als kritisches Sprachrohr der modernen konservativen Kräfte Polens ansieht und dabei auf der Titelseite Kommentar und Nachrichten zu einem Urteil vermengt: „Der große Fehler des Primas: [er] […] stand vor den Gläubigen, um klar zu sagen: Wenn es von mir abhinge, wäre Wielgus Erzbischof.“

## Aktuelle Entwicklung
Im Juni 2009 kündigte Axel Springer Polska an, Dziennik in ein Joint Venture mit der polnischen Infor Biznes Sp.z o.o., einer Tochtergesellschaft der Verlagsholding Infor PL.SA einzubringen. Durch die Verschmelzung der defizitären Dziennik mit der profitablen Wirtschafts-Tageszeitung Gazeta Prawna entstand die Dziennik Gazeta Prawna, an der Springer 49 Prozent hält. Die Fachpresse sieht in diesem Schritt das Eingeständnis eines Scheitern von Springers' Qualitätszeitungs-Ambitionen in Polen.

## Belege
1. ↑  Ryszard Pieńkowski kupił od Ringier Axel Springer pozostałe 49 proc. udziałów Infor Biznes, 8. März 2018, wirtualnemedia.pl (polnisch)
2. ↑  www.axel-springer.ag
3. ↑   www.axelspringer.pl (Memento vom 6. Januar 2007 im Internet Archive), abgerufen am 20. April 2024.
4. ↑  Olaf Sundermeyer, Warschau: Springer in Polen. In: faz.net. 17. April 2006, abgerufen am 11. Dezember 2014.
5. ↑  www.netzeitung.de (Memento vom 2. Januar 2014 im Internet Archive)
6. ↑  www.dziennik.pl (Memento vom 30. September 2007 im Internet Archive), abgerufen am 20. April 2024.
7. ↑   zitiert nach linkszeitung.de (Memento vom 27. September 2007 im Internet Archive), abgerufen am 20. April 2024.
8. ↑  Überregionale polnische Tageszeitungen, geladen am 30. März 2017
9. ↑  Pressemitteilung (Memento vom 2. April 2015 im Internet Archive) der Axel Springer AG vom 2. Juni 2009
10. ↑  Artikel (Memento vom 22. Mai 2009 im Internet Archive) in Mediadb.eu